# Volcher Coiter

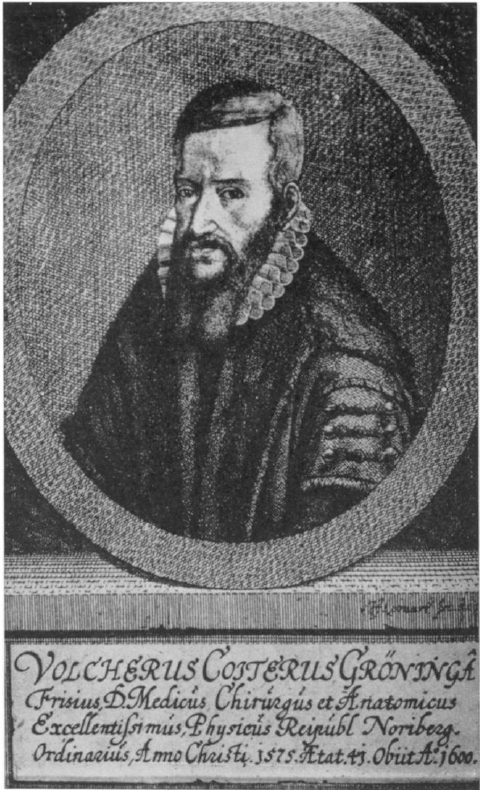
Volcher Coiter, vor 1571

Volcher Coiter, auch Volcher Coyter oder Volcker Koyter und latinisiert Volcherus Coiterus genannt, (* 1534 in Groningen; † 2. Juni 1576 in Brienne-le-Château) war ein niederländischer Arzt, Anatom und Vogelkundler.

## Leben
Coiter stammte aus einer vornehmen Familie. Ausgestattet mit einer ihm für 5 Jahre gewährten Unterstützung durch die Stadt Groningen begann er 1555 sein Studium  der Anatomie bei Gabriele Falloppio in Pisa, besuchte die Vorlesungen Bartolomeo Eustachis in Rom, bei Giulio Cesare Aranzio und bei seinem Vormund, dem italienische Arzt und Naturforscher, Ulisse Aldrovandi in Bologna, sowie bei Guillaume Rondelet in Montpellier. Er befasste sich auch mit der Physiologie und galt als einer der besten Anatomen seiner Zeit.
Er wurde 1569 vom Rat der Stadt Nürnberg zum Stadtphysikus und Anatom berufen, trat jedoch schon bald danach, von dem Wunsch getrieben, Leichen zu öffnen, in den Militärdienst ein. Coiter strebte bei der Leichenöffnung auch eine Vertiefung der Kenntnis von den Krankheiten durch Erforschung der Todesursache an. Zwischen 1566 und 1569 diente er dem Markgrafen Ludwig VI. in Amberg auch als Leibarzt. 1575 wurde Coiter während eines Feldzugs gegen Frankreich als Militärarzt von Johann Kasimir von Pfalz-Simmern rekrutiert. Er soll am 2. oder 5. Juli 1576 auf dem Schloss des Grafen Brienne in der Champagne gestorben sein. In der Literatur werden teilweise abweichende Lebensdaten genannt, so finden sich auch die Jahreszahlen 1590 oder 1600.
Sein anonym gemaltes Porträt kam in das Museum nach Weimar. Ein weiteres Exemplar aus dem Jahr 1575 wurde 1669 von J. F. Leonart gestochen.

## Forschungsarbeit
Coiter beschäftigte sich in der Praxis mit der allgemeinen menschlichen und der vergleichenden und der pathologische Anatomie. Er untersuchte als einer der Ersten die Osteologie und Osteogenie des Foetus und der Embryologie, führte Forschungen am Schläfenbein durch und entdeckte die Corrugator supercilii sowie das Corpus luteum. Er studierte die Entwicklung des Eies und entwickelte eine Theorie über die Entstehung von Säugetieren aus Eiern. Er widmete sich zudem dem Studium der den Sinnesorgane und dem Nervensystems, wobei er seine besondere Aufmerksamkeit auf Knochen und Muskeln des Gehörorgans, Nervus opticus, Nasenmuscheln, Ganglien der Rückenmarksnerven lenkte.
Von 1562 an lehrte er in Bologna Anatomie, Chirurgie und Logik, bis er 1566 im Zuge der Inquisition für ein Jahr inhaftiert wurde, weil er sich der Reformation angeschlossen hatte. Behandelte als einer der ersten die Embryologie als eigenständige, vollwertige medizinische Disziplin. Und wurde aufgrund seiner Beobachtungen an Hühnerembryonen bekannt, deren Entwicklung er bis zum Schlüpfen Tag für Tag aufzeichnete. Er beschrieb 1573 die weiblichen Genitalien in Externarum et Internarum Principalium Humani Corporis und führte Vivisektionen durch, um Gehirn und Herz zu erforschen. Dabei beobachtet er, dass frisch entnommene Herzgewebsportionen eine Zeit lang weiterschlagen, und dass das im Herzen tiefgelegene Gewebe am längsten weiter schlägt. Er interpretierte im Gegensatz zu seinen Vorgängern den Zahn nicht als Knochen. Er studierte intensiv die Anatomie und das Verhalten der Vögel und veröffentlichte Zeichnungen der Skelette der Kraniche, der Kormorane, der Papageien und der Grünspechte. Er stellte Betrachtung der Skelette an und verglich die Schädel des Menschen mit denen der Affen und anderer Tiere. Zudem arbeitete er als Arzt und Chirurgund nahm jede Gelegenheit war tote Körper zu obduzieren.
Er hinterließ mehrere wichtige Werke und viele der Bilder stammen aus Zeichnungen, die er selbst angefertigt hatte.

## Schriften (Auswahl)
- Tabulae externarum partium humani corporis, in quibus unaquaeque pars variis nominibus et etymologiis breviter-explicatur. Bonn 1564.
- De ossibus et cartilaginibus corporis humani tabulae. Joann Rossi, Bonn 1566 urn:nbn:de:gbv:8:2-1297115 (Digitalisat der Universitätsbibliothek Kiel)
- Externarum et internarum principalium corporis humani partium tabulae atque anatomicae exercitationes observationesque variae, novis et artificiosissimis figuris illustratae. Nürnberg 1572.
- De observationibus anatomic. et chirurgic. Nürnberg 1573.
- Diversorum animalium sceletorum explicationes, cum lectionibus Fallopii de partibus similaribus humani corporis. Nürnberg 1575.